# Distretto di Phra Yuen
Il distretto di Phra Yuen (in thailandese: พระยืน) è un distretto (amphoe) della Thailandia, situato nella provincia di Khon Kaen.